# Broualan
Broualan est une commune française située dans le département d'Ille-et-Vilaine en région Bretagne, peuplée de 411 habitants.

## Géographie

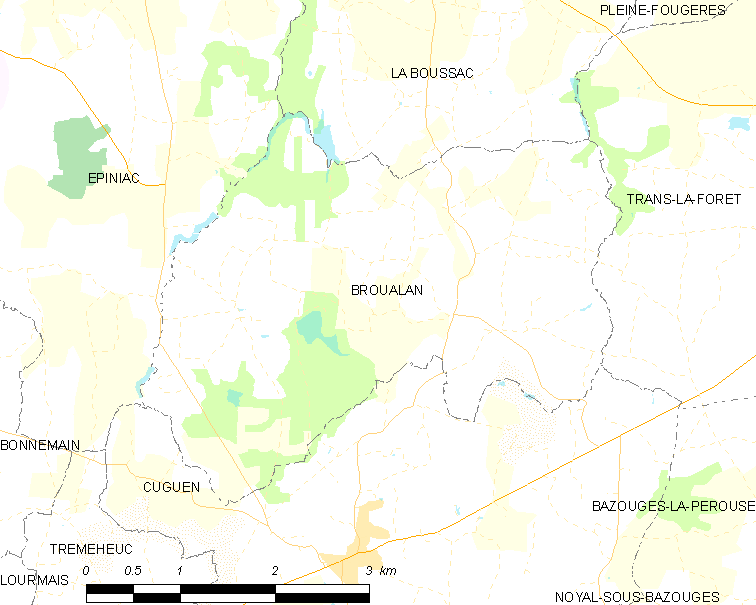
Carte de la commune de Broualan.

### Hameaux, écarts, lieux-dits
- Landal.
- L'Hermitière.
- La Ribardière.

### Hydrographie
Pour un article plus général, voir Réseau hydrographique d'Ille-et-Vilaine.
La commune est située dans le bassin Loire-Bretagne. Elle est drainée par le Guyoult, le Landal,.
Le Guyoult, d'une longueur de 33 km, prend sa source dans la commune de Cuguen et se jette  dans la Manche en limite du Vivier-sur-Mer et de Mont-Dol, après avoir traversé dix communes. 
Le Landal, d'une longueur de 11 km, prend sa source dans la commune de Trémeheuc et se jette  dans le Guyoult à Baguer-Pican. 

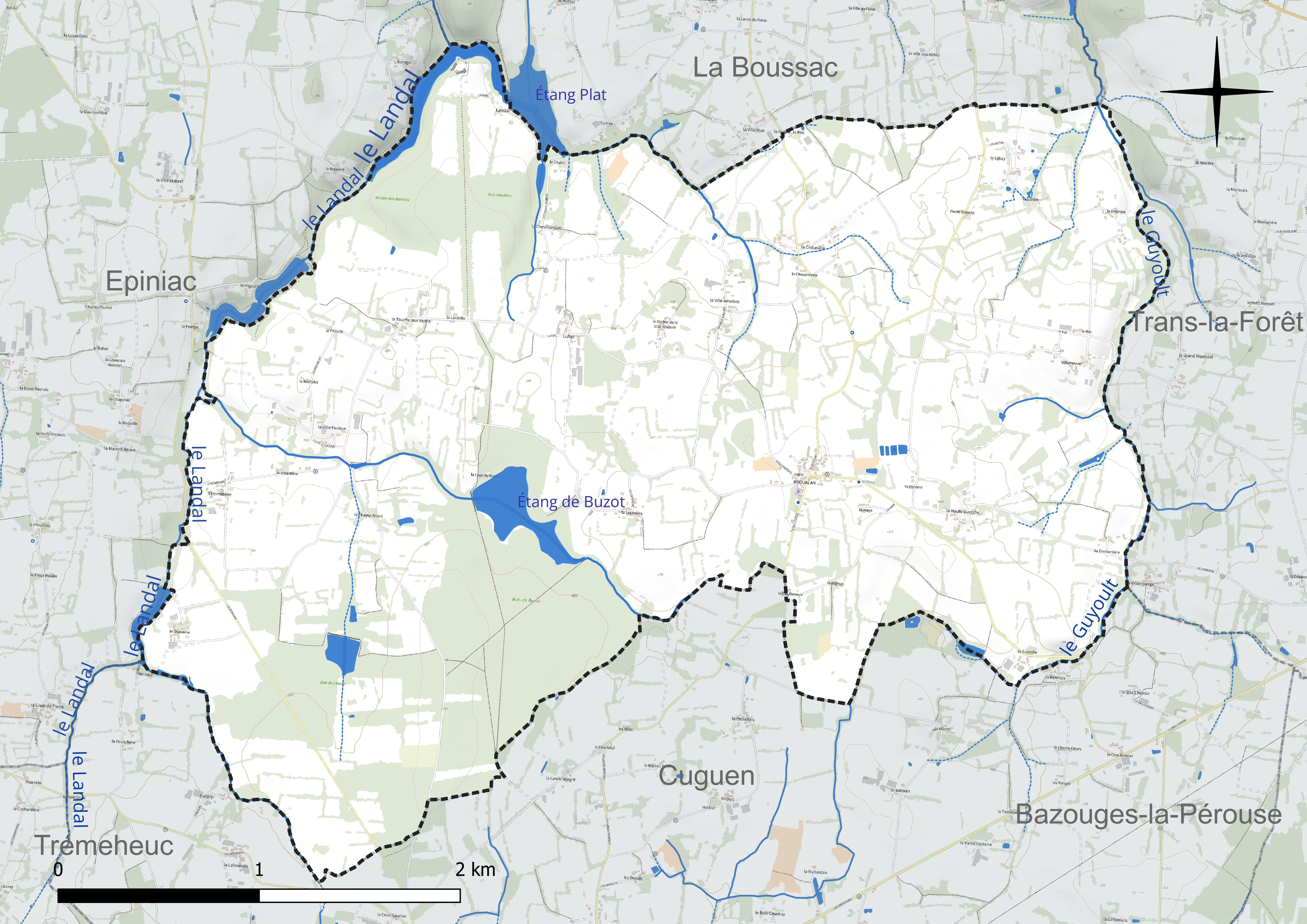
Réseau hydrographique de Broualan.

Trois plans d'eau complètent le réseau hydrographique : l'étang de Buzot (9,21 ha), l'étang de Ceinture, d'une superficie totale de 6,3 ha (6,25 ha sur la commune) et l'étang Plat, d'une superficie totale de 7 ha (0 ha sur la commune),.

### Climat
Pour des articles plus généraux, voir Climat de la Bretagne et Climat d'Ille-et-Vilaine.
En 2010, le climat de la commune est de type climat océanique franc, selon une étude du CNRS s'appuyant sur une série de données couvrant la période 1971-2000. En 2020, Météo-France publie une typologie des climats de la France métropolitaine dans laquelle la commune est exposée à un climat océanique et est dans la région climatique  Bretagne orientale et méridionale, Pays nantais, Vendée, caractérisée par une faible pluviométrie en été et une bonne insolation. Parallèlement l'observatoire de l'environnement en Bretagne publie en 2020 un zonage climatique de la région Bretagne, s'appuyant sur des données de Météo-France de 2009. La commune est, selon ce zonage, dans la zone « Intérieur Est », avec des hivers frais, des étés chauds et des pluies modérées.  
Pour la période 1971-2000, la température annuelle moyenne est de 11,1 °C, avec une amplitude thermique annuelle de 12,6 °C. Le cumul annuel moyen de précipitations est de 830 mm, avec 13 jours de précipitations en janvier et 7,7 jours en juillet. Pour la période 1991-2020, la température moyenne annuelle observée sur la station météorologique la plus proche, située sur la commune de Pontorson à 14 km à vol d'oiseau, est de 11,9 °C et le cumul annuel moyen de précipitations est de 821,3 mm,. Pour l'avenir, les paramètres climatiques de la commune estimés pour 2050 selon différents scénarios d'émission de gaz à effet de serre sont consultables sur un site dédié publié par Météo-France en novembre 2022.

## Urbanisme

### Typologie
Au 1er janvier 2024, Broualan est catégorisée commune rurale à habitat très dispersé, selon la nouvelle grille communale de densité à sept niveaux définie par l'Insee en 2022.
Elle est située hors unité urbaine et hors attraction des villes,.

### Occupation des sols
L'occupation des sols de la commune, telle qu'elle ressort de la base de données européenne d'occupation biophysique des sols Corine Land Cover (CLC), est marquée par l'importance des territoires agricoles (82,2 % en 2018), une proportion identique à celle de 1990 (82,2 %). La répartition détaillée en 2018 est la suivante : 
zones agricoles hétérogènes (65,7 %), forêts (17,8 %), terres arables (14,4 %), prairies (2,1 %). L'évolution de l'occupation des sols de la commune et de ses infrastructures peut être observée sur les différentes représentations cartographiques du territoire : la carte de Cassini (XVIIIe siècle), la carte d'état-major (1820-1866) et les cartes ou photos aériennes de l'IGN pour la période actuelle (1950 à aujourd'hui).

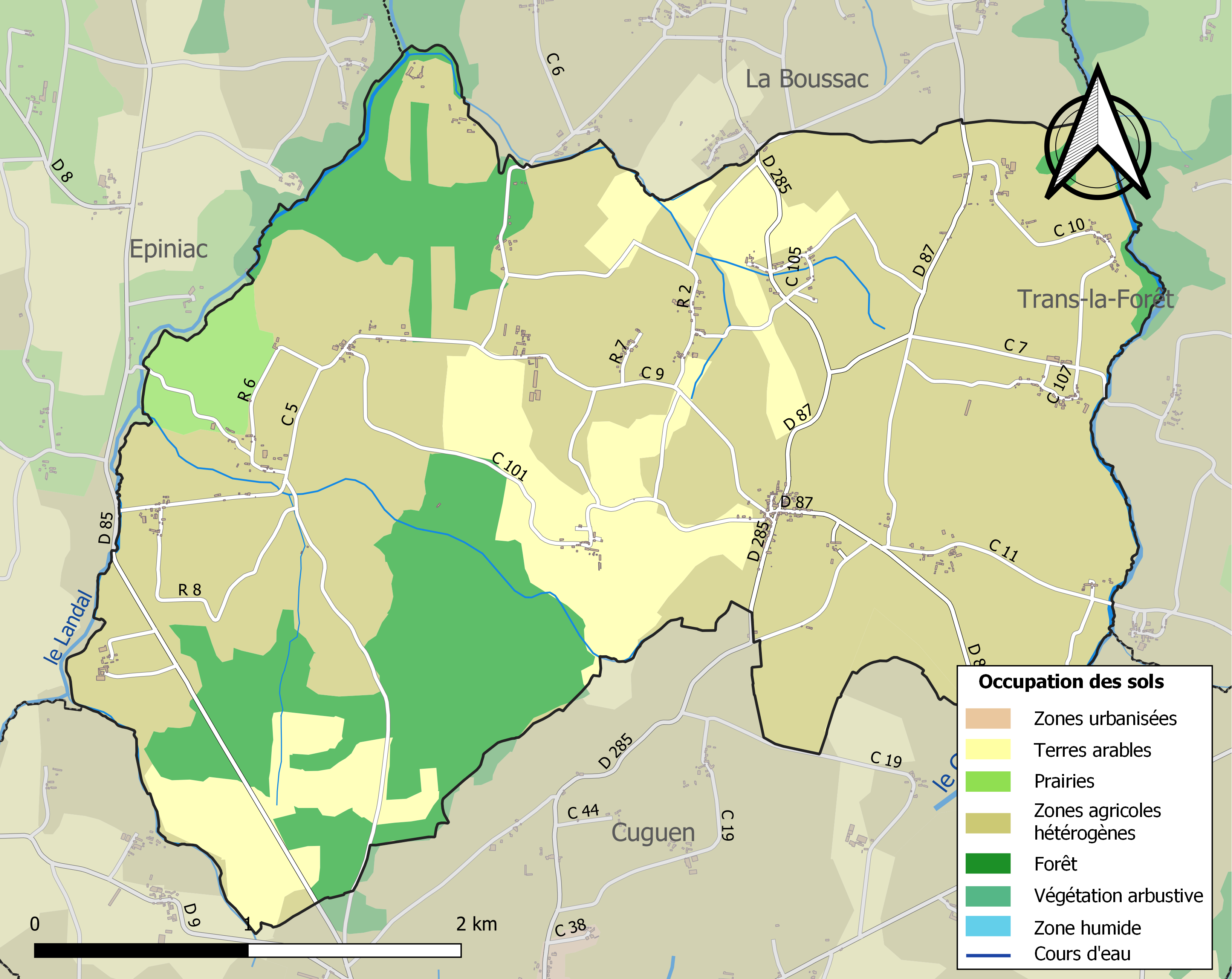
Carte des infrastructures et de l'occupation des sols de la commune en 2018 (CLC).

## Toponymie
Le nom de la localité est attesté sous les formes Brouellan en 1460 et Brualen en 1609,.
Le nom de Broualan provient du breton bro qui signifie « pays » et de l'anthroponyme Alan, en référence à Alain Ier, seigneur du château de Landal.
Beuroueulan en gallo.
Le gentilé est Broualanais.

## Histoire
Au XIIe siècle est bâti le château de Landal. En 1228, Mathilde, dame de Landal, donne toutes ses dîmes d'Epiniac à l'abbaye Notre-Dame du Tronchet.
Au XVe siècle, Broualan est intégré au site de La Boussac. Le château est enlevé par surprise en avril 1354, par Arnoul d'Audrehem.
Dès le XVIIe siècle, le site de Broualan devient célèbre pour ses pèlerinages en l'honneur de Notre-Dame de Toutes Joyes.
Le 4 juin 1853, la section de Broualan appartenant à la paroisse de La Boussac est érigée en paroisse.
Le 2 avril 1887, la paroisse de Broualan devient officiellement une commune à la suite de sa séparation de la commune de La Boussac.
Pendant la Seconde Guerre mondiale, la commune abrite un maquis important dans le bois de Buzot, le maquis de Broualan est alors l'un des plus importants du département.

## Héraldique
| Blason de Broualan | Blason  | D'or au croissant de vair ; au chef de gueules chargé de quatre fusées accolées d'argent. |
| Blason de Broualan | Détails | Le statut officiel du blason reste à déterminer.                                          |

## Politique et administration

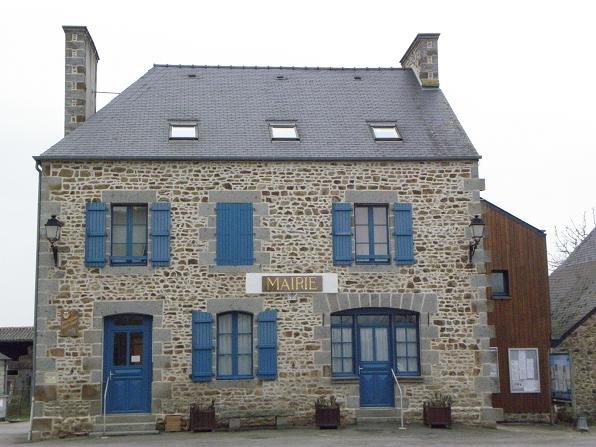
La mairie.

| Période                                  | Période               | Identité           | Étiquette | Qualité                                                                              |
| ---------------------------------------- | --------------------- | ------------------ | --------- | ------------------------------------------------------------------------------------ |
| Les données manquantes sont à compléter. |                       |                    |           |                                                                                      |
| ?                                        | ?                     | Théophile Flaux    |           |                                                                                      |
| mai 1900                                 | mai 1913 (décès)      | M. Dessent         |           |                                                                                      |
| Les données manquantes sont à compléter. |                       |                    |           |                                                                                      |
| ?                                        | mars 1959             | Jean-Marie Racinne |           |                                                                                      |
| ca. 1970                                 | ?                     | M. Benoist         |           |                                                                                      |
| Les données manquantes sont à compléter. |                       |                    |           |                                                                                      |
| mars 1989                                | mars 2001             | Léandre Plihon     |           | Agriculteur retraité, maire honoraire Premier adjoint au maire (1965 → 1989)         |
| mars 2001                                | mars 2006 (démission) | Jean Ory           |           |                                                                                      |
| 24 mars 2006,                            | 23 mai 2020           | Didier Gouablin    | DVD       | Agriculteur 6e vice-président de la CC de la Baie du Mont-Saint-Michel (2014 → 2016) |
| 23 mai 2020                              | En cours              | André Davy         | SE        | Retraité Premier adjoint au maire (2006 → 2020)                                      |

## Démographie
L'évolution du nombre d'habitants est connue à travers les recensements de la population effectués dans la commune depuis 1891. Pour les communes de moins de 10 000 habitants, une enquête de recensement portant sur toute la population est réalisée tous les cinq ans, les populations de référence des années intermédiaires étant quant à elles estimées par interpolation ou extrapolation. Pour la commune, le premier recensement exhaustif entrant dans le cadre du nouveau dispositif a été réalisé en 2006.
En 2022, la commune comptait 411 habitants, en évolution de +9,31 % par rapport à 2016 (Ille-et-Vilaine : +5,46 %, France hors Mayotte : +2,11 %).
| 1891 | 1896 | 1901 | 1906 | 1911 | 1921 | 1926 | 1931 | 1936 |
| ---- | ---- | ---- | ---- | ---- | ---- | ---- | ---- | ---- |
| 815  | 745  | 714  | 676  | 701  | 604  | 544  | 548  | 500  |

| 1946 | 1954 | 1962 | 1968 | 1975 | 1982 | 1990 | 1999 | 2006 |
| ---- | ---- | ---- | ---- | ---- | ---- | ---- | ---- | ---- |
| 470  | 457  | 445  | 372  | 299  | 268  | 279  | 290  | 297  |

| 2011 | 2016 | 2021 | 2022 | - | - | - | - | - |
| ---- | ---- | ---- | ---- | - | - | - | - | - |
| 371  | 376  | 401  | 411  | - | - | - | - | - |

## Culture et patrimoine

### Lieux et monuments

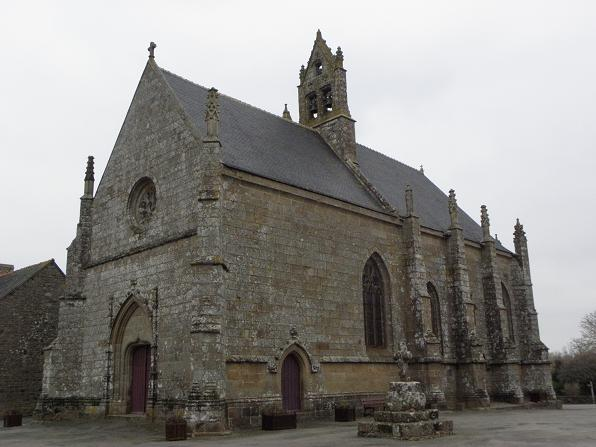
L'église Notre-Dame-de-Toutes-Joies.

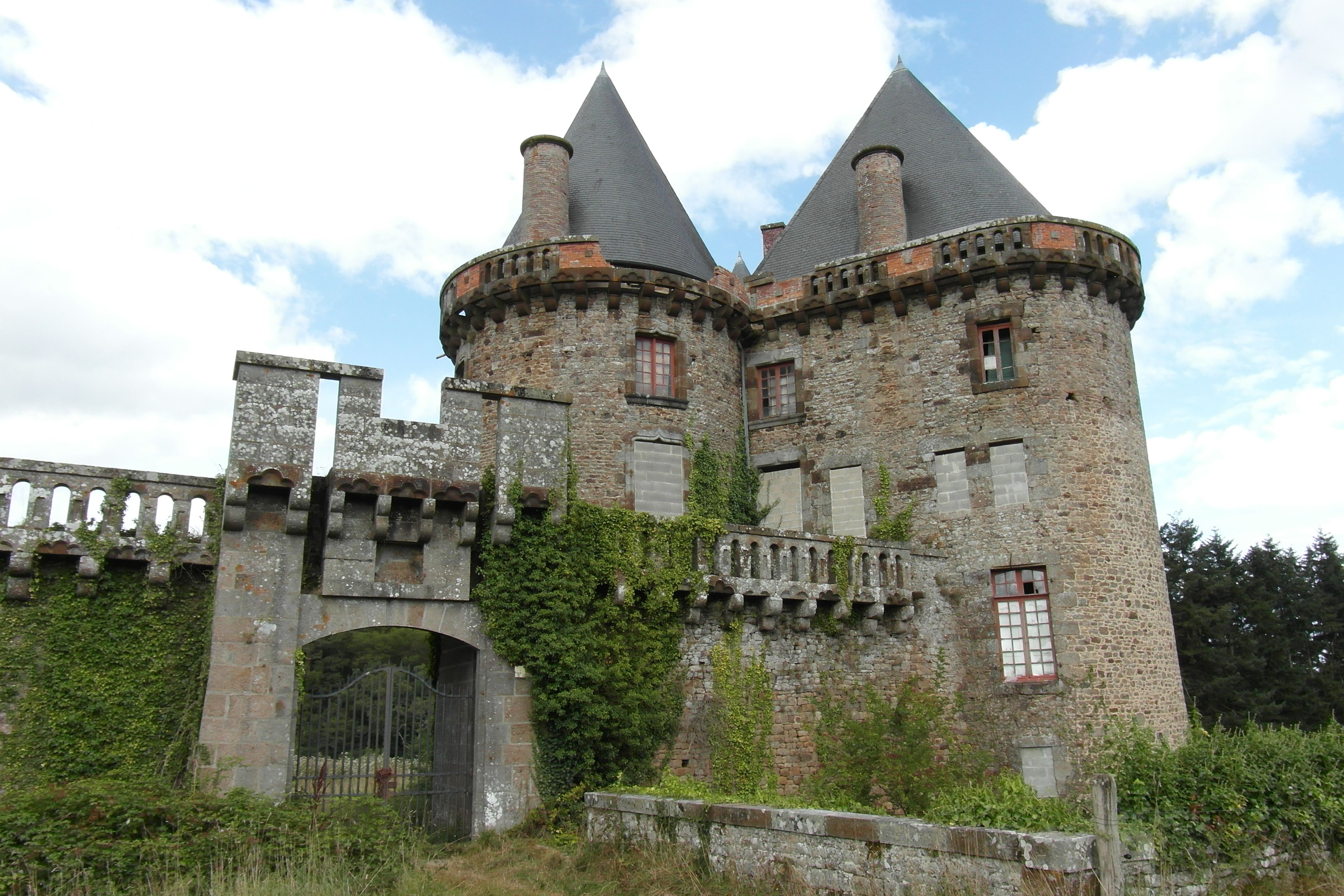
Le château de Landal.

La commune compte deux monuments historiques :
- l'église Notre-Dame, portant la date de 1483, caractérisée par une source qui tombe dans une vasque de pierre sous le maître-autel. Elle a été classée par arrêté du 4 août 1911[33] ;
- le château de Landal, mentionné dès le XIIe siècle, comporte encore des éléments de deux tours du XVe. Il a été complètement reconstruit après avoir été incendié en 1758. Le château et ses dépendances ont été inscrits par arrêté du 6 octobre 1981[34]. Le château de Landal, avec son domaine de 350 hectares, a été acheté par Maurice de Thomasson en 1892 au comte Louis du Breil (1844-1917)[35] (une association intitulée « château de landal » fait découvrir son histoire sur le site http://www.chateaudelandal.com).

Deux sites naturels présentent un intérêt particulier :
- l'étang du bois de Chaorn, un des principaux étangs oligodystrophes d'Ille-et-Vilaine[36] ;
- l'étang de Buzot, exemple d'étang oligo-mésotrophe en Ille-et-Vilaine[36].

### Langues minoritaires
Depuis 2019, la municipalité est engagée dans la promotion de la langue gallèse à travers la signature de la charte "du Galo, dam Yan, dam Vèr".